# Договор о российско-украинской границе
Договор о российско-украинской границе (укр. Договір про українсько-російський кордон) — двухсторонний международный договор между Российской Федерацией и Украиной, который определил линию сухопутной границы между странами.

## Условия договора
Под «российско-украинской государственной границей» договор понимает линию и вертикальную поверхность, которая проходит по этой линии, разделяя государственные территории (сушу, воды, недра и воздушное пространство) Договорных Сторон от точки стыка государственных границ Российской Федерации, Украины и Республики Беларусь до точки, расположенной на берегу Таганрогского залива.
Граница проходит так, как это указано в Описании прохождения государственной границы между Российской Федерацией и Украиной. Описание и карты государственной границы, которые прилагаются к Договору, являются его неотъемлемой частью.
Считается, что точкой стыка границ Украины, России и Белоруссии является «Курган Дружбы», или «Курган Три Сестры» — Пограничный стык в селе Сеньковка Черниговского района Черниговской области, полностью на территории Украины. По официальной классификации ООН, эта точка тройного стыка имеет название «080 byruua» (в алфавитном порядке: by — Беларусь, ru — Россия, ua — Украина). Однако на уровне трехстороннего международного договора она не закреплена.

## Подписание и ратификация
28 января 2003 года во время визита президента РФ Владимира Путина в Киев был подписан Договор о государственной границе между двумя странами, который зафиксировал её сухопутную часть.
Украина ратифицировала соглашение 20 апреля 2004 года, Российская Федерация — 22 апреля.
В период от подписания до ратификации Договора произошел конфликт, вызванный строительством Россией дамбы в Керченском проливе от Таманского полуострова до острова Тузла. По мнению аналитиков, целью конфликта было оказание давления на Украину в отношении делимитации границы в Керченском проливе и Азовском море.
Договор вступил в силу с даты обмена ратификационными грамотами, то есть с 23 апреля 2004 года.

## Исполнение и нарушение Договора
Синхронной ратификацией Договора о российско-украинской государственной границе и Договора о сотрудничестве в использовании Азовского моря и Керченского пролива от 24 декабря 2003 года было завершено правовое оформление линии границы на суше. 29 июля 2010 года вступило в силу Соглашение о демаркации украинско-российской государственной границы, что создало правовые основы для начала процесса обозначения российско-украинской государственной границы на местности.
Проблема демаркации сухопутной части российско-украинской границы долгие годы оставалась «замороженным» вопросом в двусторонних отношениях. На протяжении многих лет РФ препятствовала этому процессу.
Поскольку из-за противодействия Российской Федерации никаких мер по демаркации границы не было предпринято, украинская сторона приняла решение односторонне провести мероприятия по обозначению границы на местности. Прямая демаркация границы осуществляется на основании Постановление Кабинета Министров Украины от 14 мая 2015 года «О маркировке украинско-российской государственной границы на местности».
Односторонние мероприятия как и одностороннее постановление какой либо из сторон, не имеет международной юридической силы.